# Soccia
Soccia är en kommun i departementet Corse-du-Sud på ön Korsika i Frankrike. Kommunen ligger  i kantonen Les Deux-Sorru som tillhör arrondissementet Ajaccio. År 2022 hade Soccia 162 invånare.

## Befolkningsutveckling
Antalet invånare i kommunen Soccia
Referens:INSEE